# Cap de pagès català
Cap de pagès català és una emblemàtica seqüència de pintures a l'oli i llapis realitzades per Joan Miró entre 1924 i 1925.

## Història

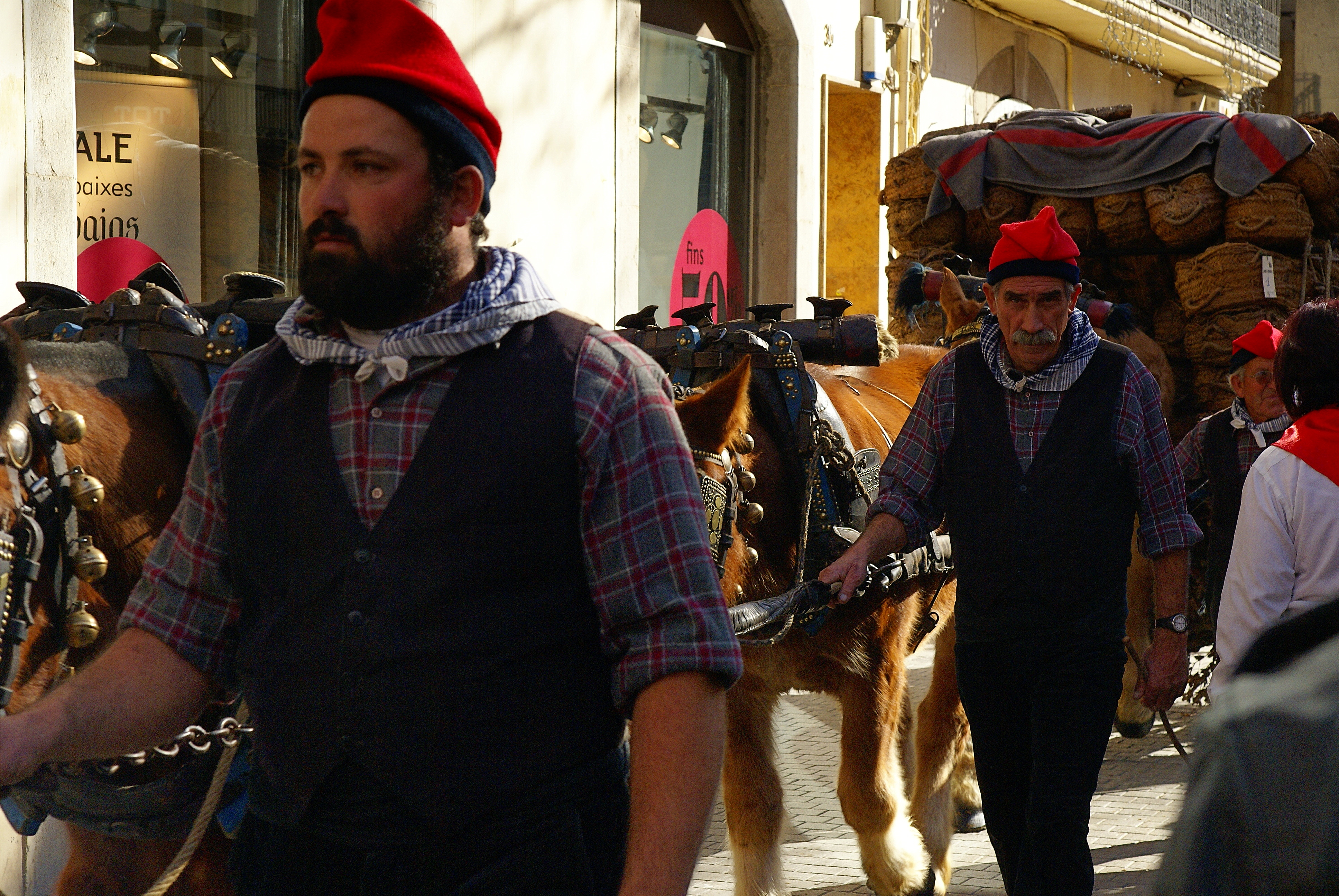
Traginers catalans amb barretina durant una Festa dels Tres Tombs.

Miró va començar aquesta sèrie el mateix any que es publicava el Manifest del Surrealisme d'André Breton. La sèrie es va realitzar parcialment a París. Per a Joan Miró el pagès simbolitzava el saber natural històric, i a més reflectia la seva identitat catalana.
A la Fundació Joan Miró de Barcelona es conserven diversos dibuixos preparatoris d'aquesta sèrie. L'obra demostra els lligams que Miró manté amb la seva terra al llarg de tota la seva carrera artística. Joan Miró va iniciar aquesta sèrie o seqüència en resposta a la prohibició del català per part de Miguel Primo de Rivera. També el van influenciar l'entorn rural del Baix Camp. En aquesta sèrie desenvolupa encara més el llenguatge iniciat en obres com Paisatge català (El caçador). La seqüència seguida per Miró ha estat interpretada diverses vegades com una progressiva simplificació de la mateixa escena.
Christopher Green, al seu torn, comenta que no es tracta exactament d'una evolució linear cap a la simplificació, sinó més aviat un dilema, una discussió interna entre el desig de l'artista de buidar i a l'hora omplir l'espai pictòric.

## Descripció
La sèrie comparteix la representació sintètica de la figura d'un pagès, mitjançant una repetició de símbols com el cap triangular, la barba i una barretina vermella, tots ells combinats en una figura de pal. En aquest grup de pintures a l'oli, Miró esquematitza la figura d'un pagès diverses vegades, treballant amb fons neutres de color blau o groc. Segons va declarar Margit Rowell, Miró va explicar les seves intencions amb aquestes obres:
| «           | Em vaig escapar en l'absolut. Jo volia que els meus punts semblessin oberts a l'atracció magnètica del buit (…). Jo estava molt interessat en el buit, en el buit perfecte (…), i els meus gestos lineals en la part superior de les obres són els signes de progressió dels meus somnis. | » |
| — Joan Miró | |   |

## Sèrie

### Cap de pagès català (1924)
Aquesta primera versió de cap de pagès català es va pintar el 1924 i actualment forma part de la col·lecció permanent de la National Gallery of Art de Washington DC, als Estats Units. Va entrar a formar part de la col·lecció del museu com a regal del Collectors Committee de la institució. L'obra està signada a la part inferior dreta: Miró / 1924. Al revers de l'obra es pot llegir Joan Miró, Tete de Paysan Catalan, 1924

#### Exposicions
| Any       | Exposició                                                  | Lloc                                            | Ciutat               | Ref           |
| --------- | ---------------------------------------------------------- | ----------------------------------------------- | -------------------- | ------------- |
| 1934      | Ausstellung                                                | Kunsthaus Zürich                                | Zuric                | [ 8 ]         |
| 1936      | International Surrealist Exhibition                        | New Burlington Galleries                        | Londres              | [ 9 ]         |
| 1980      | XIX & XX Century Master Paintings                          | Acquavella Galleries, Inc.                      | Nova York            | [ 10 ]        |
| 1982      | Miró in Ameria                                             | Museum of Fine Arts                             | Houston              | [ 11 ]        |
| 1993      | Joan Miró: 1893-1993                                       | Fundació Joan Miró                              | Barcelona            | [ 12 ]        |
| 1993      | Joan Miró: Campo de Estrellas                              | Museo Nacional Centro de arte Reina Sofia       | Madrid               | [ 13 ]        |
| 1993      | Joan Miró                                                  | Museum of Modern Art                            | Nova York            | [ 14 ]        |
| 1997      | Joan Miró: Campesino catalán con guitarra                  | Fundación Colección Thyssen-Bornemisza          | Madrid               | [ 15 ]        |
| 1998-1999 | Joan Miró                                                  | Moderna Museet i Louisiana Museum of Modern Art | Estocolm i Humlebaek | [ 16 ]        |
| 2004      | Joan Miró 1917-1934: La Naissance du Monde                 | Centre Georges Pompidou                         | París                | [ 17 ]        |
| 2008      | La invención del siglo XX. Carl Einstein y las vanguardias | Museo Nacional Centro de Arte Reina Sofía       | Madrid               | [ 18 ]        |
| 2008      | Miró: la tierra                                            | Palazzo dei Diamanti i Museu Thyssen-Bornemisza | Ferrara i Madrid     | [ 18 ]        |
| 2011      | Miró: The ladder of scape                                  | Tate Modern                                     | London               | [ 19 ] [ 20 ] |
| 2011      | Joan Miró. L'escala de l'evasió                            | Fundació Joan Miró                              | Barcelona            | [ 21 ]        |

### Cap de pagès català
Es tracta de l'obra més desconeguda de la sèrie, que pertany a un col·leccionista privat, tot i que s'ha pogut veure a diverses exposicions:

#### Exposicions
| Any  | Exposició | Lloc                             | Ciutat                  | Ref    |
| ---- | --------- | -------------------------------- | ----------------------- | ------ |
| 1959 |           | MoMa i Los Angeles County Museum | Nova York i Los Angeles | [ 22 ] |
| 1964 |           | Tate i Kunsthaus Zürich          | Londres i Zuric         | [ 23 ] |
| 1968 |           | Antic Hospital de la Santa Creu  | Barcelona               | [ 24 ] |

### Pagès català amb guitarra
Aquesta obra demostra el procés de síntesi que Miró inicia a les seves composicions posteriorment al seu viatge a França a principis dels anys 20 i després d'haver entrat en contacte amb els surrealistes i els dadaistes. Miró comença a crear el seu propi llenguatge de signes. En aquesta versió de la sèrie, es pot veure al pagès de cos sencer amb la seva barretina, sobre d'un fons de color blau intens, fet servir en altres pintures de somni, tan admirades pels surrealistes. Michel Leiris va comparar aquest procés de síntesi amb les pràctiques de meditació oriental que cerquen la contemplació del buit. Està signat Joan Miró, a la part inferior dreta de l'obra. Al dors, hi ha la inscripció Joan Miró. Paysan catalan a [sic] la guitarre, 1924. L'obra va pertànyer anteriorment a la Galerie Jacques Tronche de París i a la Levie Arte Moderna de Milàn.

### Cap de pagès català (10 de març de 1925)
La versió conservada a Edimburg és la tercera dels quatre caps de pagès que Miró va realitzar. Es pot entendre aquesta pintura com un autoretrat del mateix Miró, on afirma la seva identitat catalana. L'obra, realitzada el 1925, es va fer en un moment en què miró es va allunyant del cubisme progressivament. Anteriorment l'obra havia format part de la col·lecció privada de Roland Penrose. Actualment l'obra es conserva a la Scottish National Gallery of Modern Art. Fou adquirida conjuntament amb l'ajuda del Fons d'Art, els Amics de la Tate Gallery i el Knapping Fund de 1999. En aquesta obra ja es pot veure com el pintor comença un procés de síntesi en la sèrie, erigint la barretina com a símbol de resistència de la pagesia catalana.

### Cap de pagès català, 1925
Aquesta versió es conserva al Moderna Museet d'Estocolm. Va ingressar al museu amb el número de registre MOM 445, dins del llegat de Gerard Bonnier el 1989. Anteriorment havia sigut propietat de Jaques Viot, Galerie Pierre (Loeb), Privat samling, Marcel Mabille i de la Svensk-Franska Konstgalleriet.
Aquesta versió és una de les més sintètiques de la sèrie, on predomina un color blau una mica més intens que a la resta de les obres. També es pot veure una creu de color negre, coronada per una petita barretina. L'espai està decorat amb un parell d'estels, un de color blanc i un de color negre.

## Anàlisi
L'artista Perejaume, en parlar de l'obra, comenta: «El restaurador m'ha confiat que als set Caps de pagès català, cada any de cada any, els pigments es podreixen i les pintures s'han de tornar a fer. Miró va fer aquestes obres entre el 1924 i el 1925, durant la dictadura de Primo de Rivera, en un estil esquemàtic, potser reivindicant així la nació catalana»